# 大洲镇 (衢州市)
大洲镇，是中国浙江省衢州市衢江区所辖的一个镇。 

## 辖区
该镇辖有：
狮子山村、后祝村、坑头畈村、东岳村、沧州村、深龙村、沧南村、五石埂村、外焦村和石屏村。
此外镇内后祝村还驻有中核集团浙江衢州铀业公司（原771铀矿），曾为中国第一课原子弹提供铀矿石材料。附近——尤其是后祝村、王贵寺村和雷公殿村间的三角地带——的水库及土壤存在一定的放射性污染，导致出现数次当地居民上访及诉讼事件。衢州铀业后出资对核废料处理及存储设施进行改造。